# 16094 Scottmccord
A 16094 Scottmccord (ideiglenes jelöléssel 1999 TQ222) a Naprendszer kisbolygóövében található aszteroida. A LINEAR projekt keretében fedezték fel 1999. október 2-án.